# Don McDonnell
Donald McDonnell (ur. 28 lipca 1933 w Sydney, zm. 11 marca 2021) – australijski pięściarz. Reprezentant kraju podczas igrzysk olimpijskich w 1952 w Helsinkach. 
Na igrzyskach w Helsinkach wystąpił w turnieju wagi piórkowej. W pierwszej rundzie przegrał z Willim Rothem z Niemiec Zachodnich.